# Dieu et mon droit

El lema aparece en un rollo bajo las armas reales del Reino Unido.

Dieu et mon droit (en español: Dios y mi derecho) ha sido utilizado generalmente como el lema de la monarquía británica desde que lo adoptara Enrique V de Inglaterra a principios del siglo XV. También se encuentra en el escudo de armas real.
El escoger el lema en francés y no en inglés, se debe a que el primero había reemplazado al latín como lengua extendida entre la clase alta de la época (Enrique VI habló francés y fue coronado rey de Francia así como de Inglaterra). El lema de la Orden de la Jarretera, Honi soit qui mal y pense, es también en francés.
La frase supuestamente fue utilizada como una contraseña por el rey Ricardo I en 1198 en la batalla de Gisors, cuando derrotó a los franceses. Su significado era que Ricardo debió su realeza al poder de Dios y a su propia herencia, y por lo tanto no estaba sujeto a ningún poder terrenal.
Dieu et mon droit fue la inspiración para el lema que aparece en la portada de Ringo (1973), tercer álbum de Ringo Starr: Duit On Mon Dei ("Do it on Monday") - hazlo el lunes, adoptado posteriormente como título de un álbum de Harry Nilsson.

## Idioma
El lema en francés significa "Dios y mi derecho", lo que significa que el rey es "Rex Angliae Dei gratia" ("Rey de Inglaterra por la gracia de Dios"). Se utiliza para implicar que el monarca de una nación tiene un derecho otorgado por Dios (divino) para gobernar.
No era inusual que el escudo de armas real del Reino de Inglaterra tuviera un lema francés en lugar de inglés, dado que el francés normando era el idioma principal de la corte real inglesa y de la clase dirigente tras el reinado de Guillermo el Conquistador de Normandía y, posteriormente, el de los Plantagenet. Otra frase en francés antiguo también aparece en el escudo de armas real: el lema de la Orden de la Jarretera, «Honi soit qui mal y pense» («Avergonzado sea quien piense mal de ello»), aparece en la representación de una jarretera detrás del escudo. La ortografía francesa moderna ha cambiado «honi» por «honni», pero el lema no se ha actualizado.